# 아데이토

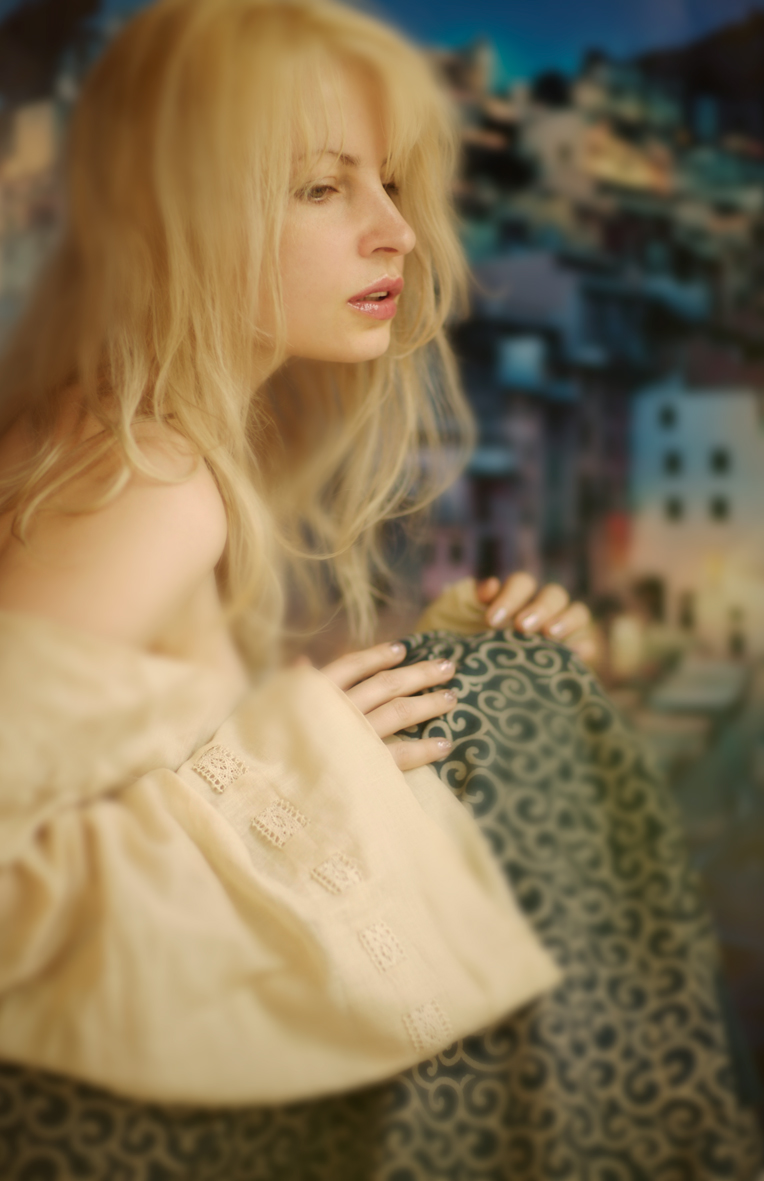

아데이토(Adeyto, 1976년 12월 3일 ~ )는 프랑스의 가수, 사진가, 배우, 영화배우, 의상 디자이너이다.
스트라스부르에서 태어났다.

## 영화
- 재팬 인 어 데이 (2012년)
- 태양의 유산 (2011년)
- 달팽이 식당 (2010년)
- 노다메 칸타빌레 최종악장 (2010년)
- 노다메 칸타빌레 Vol.1 (2009년)
- 노다메 칸타빌레 인 유럽 (2008년)
- 은막판 초밥 왕자! - 뉴욕에 가다 (2008년)
- 디트로이트 메탈 시티 (2008년)
- 시루바 가면 (2007년) - 엘리스 역
- 피너츠 (2006년)
- 스키 점핑 페어 - 2006 토리노로 가는 길 (2006년)
- 스탠드 업!! (2003년)
- 리터너 (2002년)
- 눈물을 닦고 (2000년)
- 위험한 관계 (1999년)